# Mila Kunis
Milena Kounis (en ukrainien : Міле́на Ку́ніс), dite Mila Kunis ([ˈmiːlə ˈkuːnɪs]), est une actrice américaine, née le 14 août 1983 à Tchernivtsi (Ukraine).
Elle se fait connaitre au début des années 2000 par son rôle de Jackie Burkhart dans la série télévisée That '70s Show, puis perce au cinéma avec le rôle remarqué dans la comédie Sans Sarah, rien ne va ! (2008).
Sa notoriété s'accroît en 2010. Après avoir secondé Mark Wahlberg dans le thriller néo-noir Max Payne et Denzel Washington dans le film de science-fiction Le Livre d'Eli, elle incarne surtout la rivale de l'héroïne dans Black Swan, de Darren Aronofsky, qui lui permet d'accéder à une reconnaissance critique.
Elle enchaîne avec des comédies, Sexe entre amis (2011) et Ted (2012), ainsi qu'avec le blockbuster Le Monde fantastique d'Oz (2013). Par la suite, elle joue des rôles dans des projets plus ambitieux : Blood Ties (2013) de Guillaume Canet, Puzzle (2013) de Paul Haggis, et Deuxième chance à Brooklyn (2014) au côté de Robin Williams.
En 2015, elle tient le premier rôle du blockbuster de science-fiction Jupiter : Le Destin de l'univers, de Lana et Andy Wachowski. Elle se replie ensuite sur des comédies potaches, avec Bad Moms (2016), Bad Moms 2 (2017) et L'Espion qui m'a larguée (2018).

## Biographie

### Jeunesse

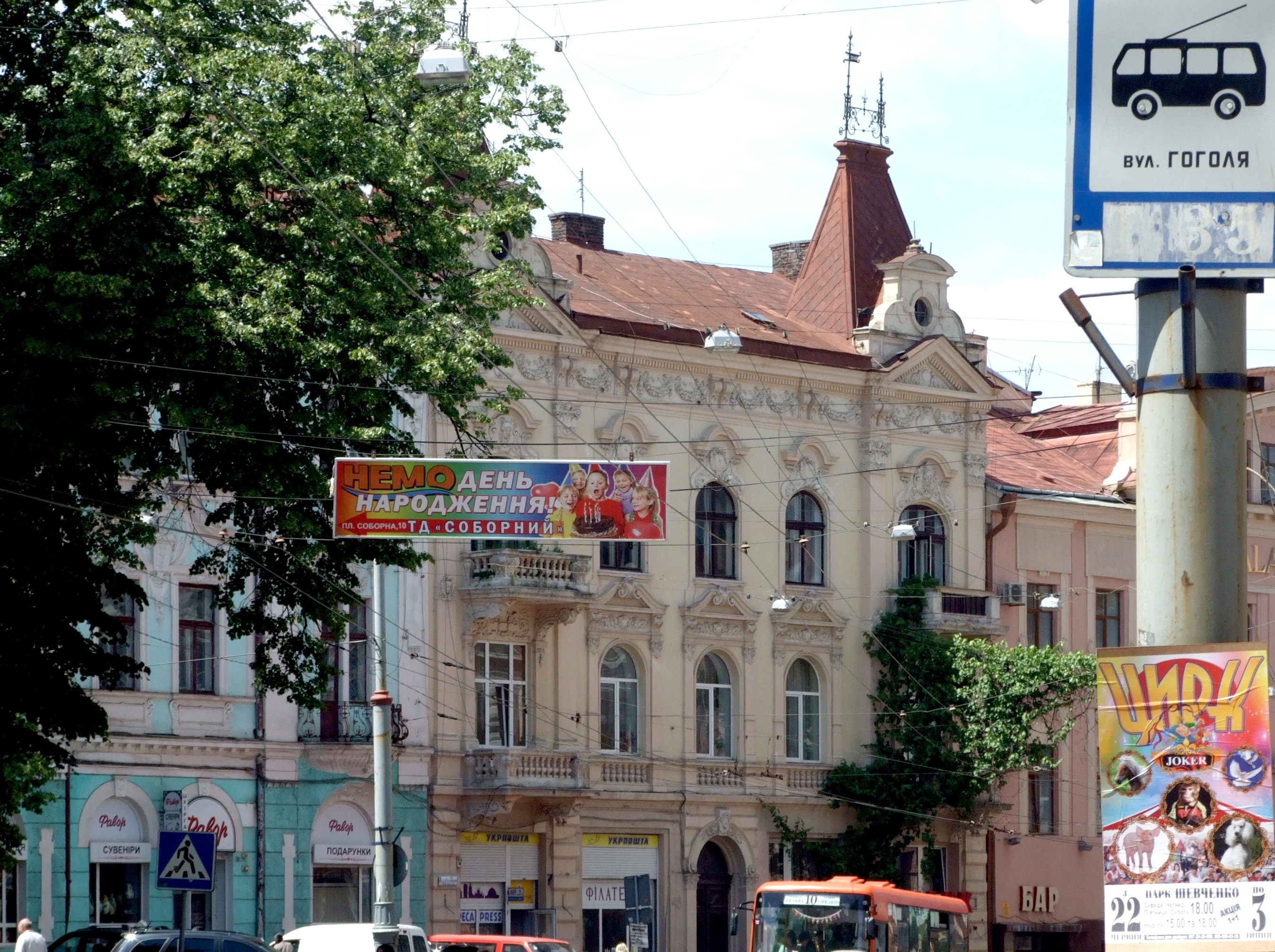
Rue de Tchernivtsi, ville de naissance de Mila Kunis.

Milena Markivna Kounis (en ukrainien : Міле́на Ма́рківна Ку́ніс) naît le 14 août 1983 à Tchernivtsi,, alors dans la république socialiste soviétique d'Ukraine.
Sa mère Elvira est professeur de physique dirigeant une pharmacie et son père, Mark, est ingénieur en mécanique et travaille comme chauffeur de taxi,. Elle a également un frère, Michael, de six ans son aîné. Ses grands-parents sont des survivants de la Shoah.
Lorsqu'elle a sept ans, en 1991, elle et sa famille déménagent d'Ukraine à Los Angeles aux États-Unis, avec seulement 250 $ en poche. En 2011, elle déclare que ses parents avaient des « emplois incroyables » et que sa famille était « très chanceuse » et « n'était pas du tout pauvre » ; ils avaient décidé de quitter l'URSS parce qu'ils ont notamment vu qu'il « n'y avait pas d'avenir » pour Mila et son frère.

« C'est tout ce que nous avons été autorisés à prendre avec nous. Mes parents avaient de bons emplois et des diplômes, qui ne sont pas transférables. Nous sommes arrivés le mercredi à New York et le vendredi matin mon frère et moi étions à l'école à Los Angeles. »

— Mila Kunis.

D'origine juive, elle a cité l'antisémitisme dans l'ex-Union soviétique comme l'une des principales raisons du départ de sa famille pour les États-Unis,, :
« Ma famille entière a été victime de l’Holocauste. Mes grands-parents sont décédés et peu de personnes ont survécu (…) Quand j’étais à l’école, on voyait encore des inscriptions antisémites. »
Elle a déclaré que ses parents l'ont « élevée dans la religion juive autant qu'ils le pouvaient », malgré le traitement réservé aux religions en Union soviétique.

### Scolarité
Lors de son arrivée à Los Angeles, Mila est inscrite à l’école primaire Rosewood sans connaître un mot d'anglais :

« J'ai complètement occulté la deuxième année. Je n'en ai aucun souvenir. J'en parle constamment à ma mère et à ma grand-mère. C'est parce que je pleurais tous les jours. Je ne comprenais pas la culture. Je ne comprenais pas les gens. Je ne comprenais pas la langue. La première phrase de mon essai pour entrer à l'université était quelque chose comme « Imaginez-vous être aveugle et sourde à l'âge de sept ans. » Et c'est le genre de sentiment que j'avais en déménageant aux États-Unis. »

— Mila Kunis
Enfant turbulente, Kunis est également diagnostiquée d'un trouble déficitaire de l'attention avec hyperactivité (TDAH) durant cette année, trouble pour lequel on lui prescrit un traitement qu'elle admet toujours prendre à l'âge adulte.
Elle apprend l'anglais grâce à une amie, Maria Osadchy, d'origine russe, qu'elle rencontre la même année,.
Elle est ensuite scolarisée à la Hubert Howe Bancroft Middle School. Elle emploie un précepteur pour la plupart de ses années d'école secondaire pendant le tournage de That '70s Show. Quand elle n'est pas sur les plateaux de tournage, elle est scolarisée à la Fairfax High School dont elle sort diplômée en 2001. Elle fréquente brièvement l'UCLA et le Loyola Marymount University,.

### Carrière

#### Débuts télévisuels comiques
À l'âge de neuf ans, son père l'inscrit dans des cours de théâtre après l'école aux Beverly Hills Studios, où elle rencontra Susan Curtis, qui deviendra sa manager,. Pour sa première audition, elle obtient un rôle dans une publicité télévisuelle pour Barbie. Ses premiers rôles à la télévision viennent en 1994 avec une première apparition dans Des jours et des vies,, suivie quelques mois plus tard par la première de ses deux apparitions dans Alerte à Malibu. Peu après, elle a eu un rôle mineur dans la série Sept à la maison et des seconds rôles dans les films Santa with Muscles (Monsieur Papa...) en 1996, Chérie, nous avons été rétrécis en 1997 et Femme de rêve (Anatomie d'un top model) en 1998.
À dix ans, Mila Kunis auditionna pour le rôle d'une jeune juive russe déménageant en Amérique dans Make a Wish, Molly, mais échoua à l'obtenir. Au lieu de cela, elle a été choisie pour un second rôle d'une jeune fille mexicaine.
En 1998, elle est choisie pour incarner Jackie Burkhart dans That '70s Show, sitcom diffusé sur la FOX. Alors que tous les acteurs auditionnés devaient avoir 18 ans, Mila, alors âgée de 14 ans, affirma qu'elle « allait avoir 18 ans »... sans préciser quand. Les producteurs décidèrent finalement qu'elle était la plus indiquée pour le rôle,. That '70s Show dura au total huit saisons ; elle termina donc la série à l'âge de 22 ans, bien plus jeune que ses partenaires à l'écran.
L'année suivante, elle remplace Lacey Chabert pour le doublage du personnage de Meg Griffin dans la série d'animation Les Griffin, créée par Seth MacFarlane pour la FOX. La jeune femme obtint le rôle après des auditions et une légère réécriture du personnage, en partie grâce à sa performance dans That '70s Show. MacFarlane appela Mila Kunis à revenir après sa première audition, insistant sur le fait de parler plus lentement. Il lui dit ensuite de revenir une autre fois et de mieux articuler. Après que la comédienne affirma qu'elle avait maîtrisé ces indications vocales, MacFarlane l'embaucha. Sa performance dans Les Griffin est saluée par une nomination aux Annie Awards en 2007 dans la catégorie meilleure voix dans une production d'animation télévisée. Elle prête de nouveau sa voix à Meg pour Family Guy Video Game!, jeu vidéo basé sur Les Griffin, où elle décrit son personnage comme un « bouc émissaire ».

#### Progression au cinéma (années 2000)
Après plusieurs seconds rôles dans des films, elle apparaît en 2001 dans Allison Forever aux côtés de Kirsten Dunst, enchaînant par la suite avec le direct-to-video American Psycho 2: All American Girl, suite d'American Pyscho, sorti en 2000, aux côtés de William Shatner. American Psycho 2: All American Girl a été largement éreinté par la critique et la jeune actrice exprima plus tard son embarras pour ce film. En 2004, elle joue dans l'adaptation cinématographique de Tony n' Tina's Wedding. Bien que tourné en 2004, le film ne sortit en salle qu'en 2007 et reçut un accueil négatif de la part de la critique.
En 2005, Mila Kunis partage la vedette avec Jon Heder dans Moving McAllister, qui sera également distribué en salle en 2007. Le film rencontre un accueil critique assez faible et n'est distribué que dans un circuit de salles limité en restant deux semaines à l'affiche. Elle enchaîne avec After Sex, dans lequel elle retrouve Zoe Saldana après Allison Forever. En 2006, elle tourne le film Boot Camp, qui ne sortira pas en salle mais directement en DVD en août 2009 sur le territoire américain.

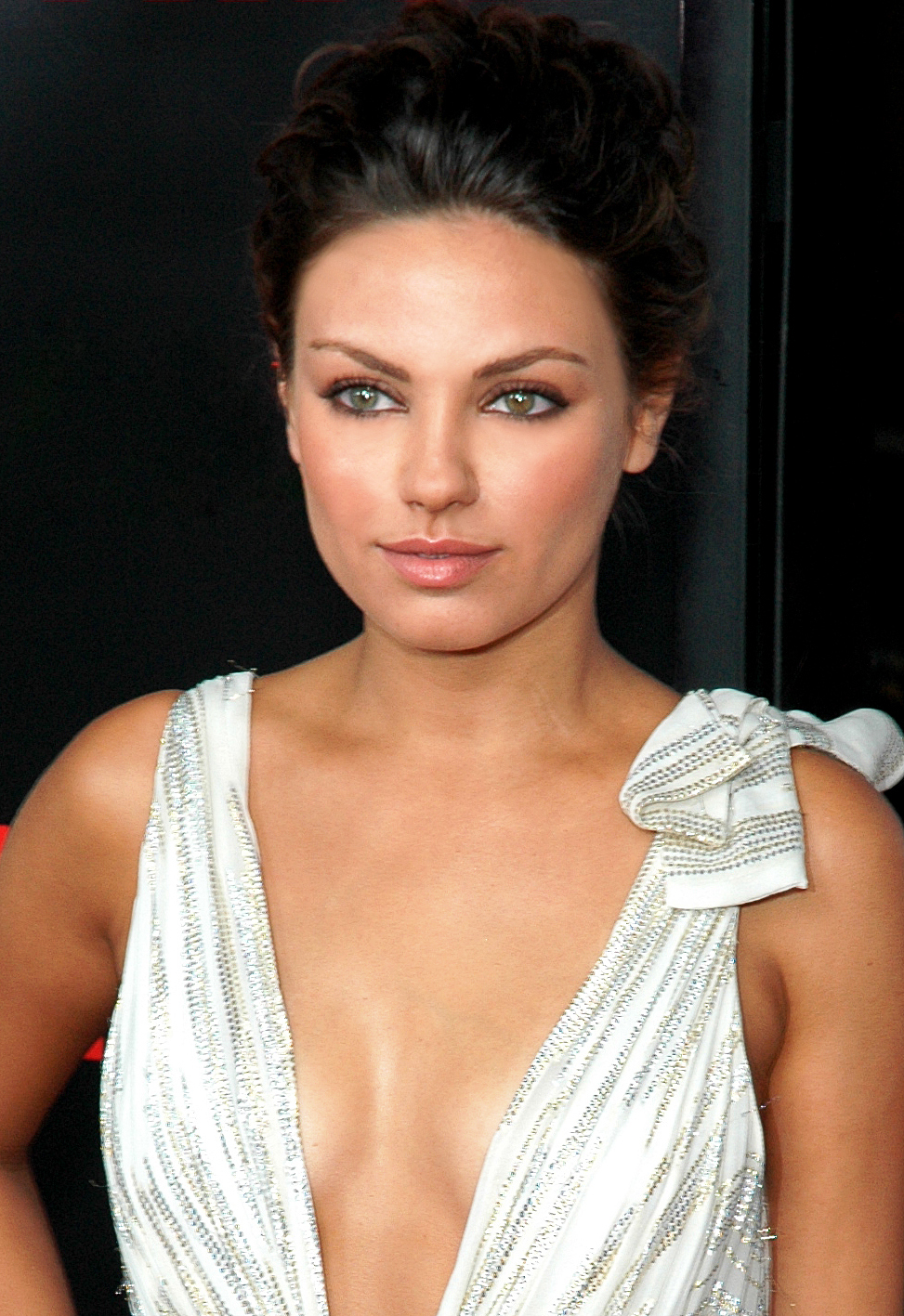
L'actrice à la première hollywoodienne de Max Payne, en octobre 2008.

En 2008, deux ans après la fin de That '70s Show, elle parvient à décrocher un nouveau rôle comique marquant : le personnage de Rachel Jansen dans la comédie sentimentale Sans Sarah, rien ne va !, produite par Judd Apatow. Son rôle, obtenu après avoir vainement auditionné pour En cloque, mode d'emploi, comporte une part d'improvisation de sa part. Le long-métrage rencontre un accueil critique positif et un succès commercial avec 105 millions de dollars de recettes au box-office mondial. Sa performance fut également saluée par la critique : Joe Morgenstern du Wall Street Journal a salué sa « beauté douce et son énergie concentrée», tandis que James Berardinelli note qu'elle est « habile dans son interprétation et comprend la notion du rythme comique ». Pour ce film, elle obtient une nomination au Teen Choice Awards. Dans une interview, elle crédite Apatow pour son aide dans le développement de sa carrière depuis That '70s Show.
La même année, elle est à l'affiche de son premier blockbuster : elle prête ses traits à l'assassin Mona Sax dans l'adaptation cinématographique du jeu vidéo Max Payne, dont le rôle-titre est tenu par Mark Wahlberg. Elle a suivi une formation avec maniement de fusils, boxe et arts martiaux en préparation de son rôle. Max Payne connaît un succès commercial relatif avec 85 millions de dollars de recettes au box-office mondial, mais est largement éreinté par la critique, et plusieurs examinateurs appellent à l'erreur de casting concernant Mila Kunis,,. Mais le réalisateur John Moore a défendu son choix concernant l'actrice. Toutefois, sa performance lui vaut une nomination au Teen Choice Awards.

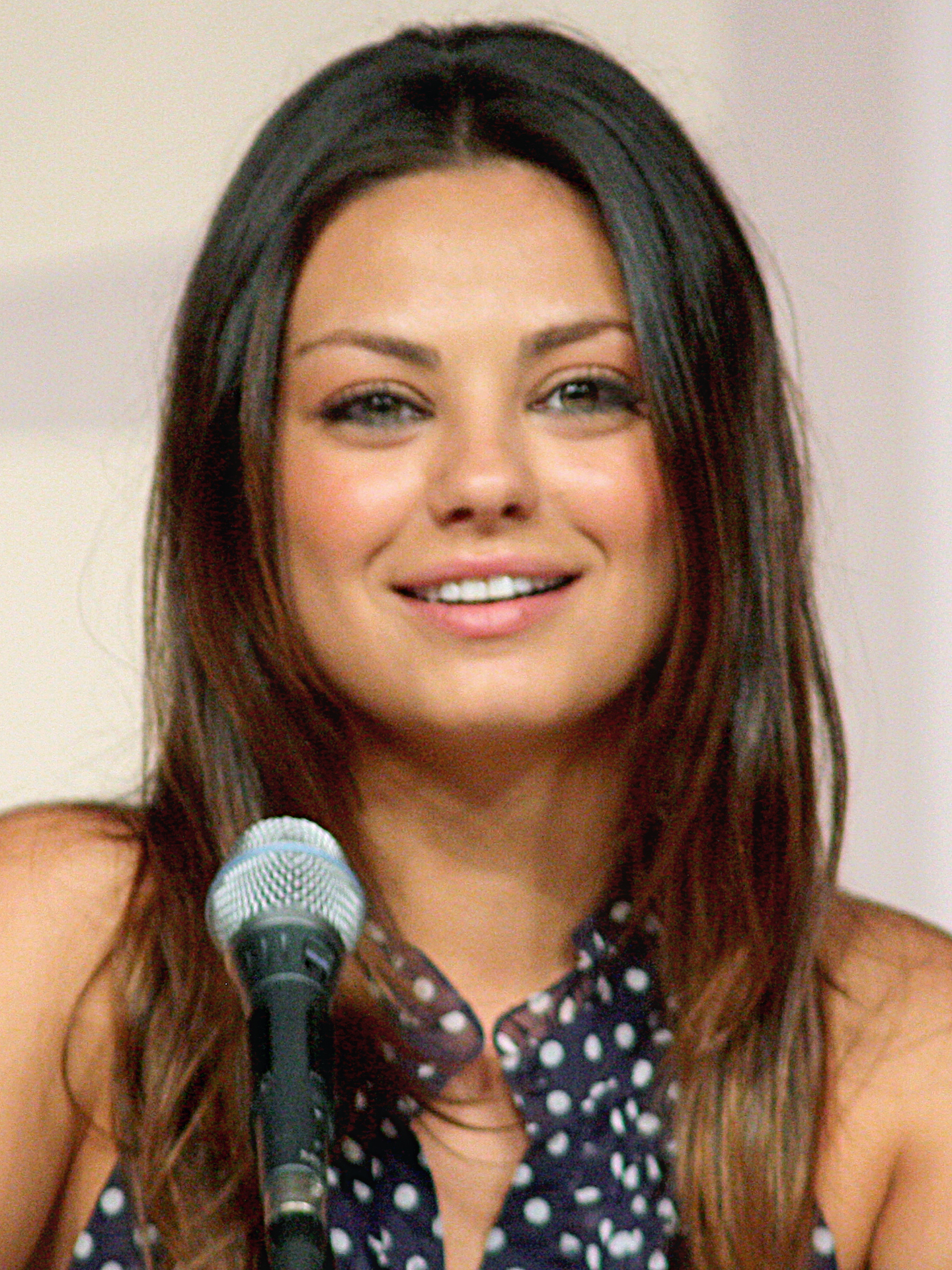
Au Comic-Con de San Diego 2009, pour la promotion de Le Livre d'Eli.

En 2009, elle poursuit sa progression hollywoodienne en tenant l'un des rôles principaux du film Extract, de Mike Judge, partageant la vedette avec Jason Bateman, Kristen Wiig et Ben Affleck. Le film recueille des critiques plutôt positives et engrange 10,8 millions de dollars de recettes au box-office mondial. Roger Ebert, tout en critiquant le film lui-même, écrit qu'elle apporte une crédibilité pour son rôle. Le réalisateur Mike Judge, qui l'a engagée après avoir vu sa performance dans Sans Sarah, rien ne va ! et après avoir voulu la comédienne dans le rôle qui lui sera échu, a fait remarquer qu'il a été surpris, dans le cadre de son rôle, par sa capacité à faire des références au film Rejected (en).
En 2009, elle tente de nouveau le blockbuster, en tenant le premier rôle féminin du film d'action Le Livre d'Eli, aux côtés des stars Denzel Washington et Gary Oldman. Bien qu'ayant obtenu des commentaires très mitigés, le long-métrage rencontre un succès commercial avec 157 millions de dollars de recettes au box-office mondial. En dépit de cet accueil critique, sa prestation dans Le Livre d'Eli est toutefois saluée par un certain nombre d'observateurs,,,, mais également jugée assez défavorablement par d'autres,,. Son rôle lui vaut néanmoins une nouvelle nomination au Teen Choice Awards,. La même année, sa participation dans un second rôle dans la comédie Crazy Night, qui met en vedette Steve Carell et Tina Fey, lui vaut plusieurs commentaires positifs,,.

#### Révélation dramatique puis échecs (2010-2015)
Toujours en 2010, elle passe à un registre dramatique plus ambitieux, en étant à l'affiche du thriller psychologique Black Swan, dans lequel elle incarne une danseuse de ballet rivale de Natalie Portman. Elle obtient le rôle grâce à son interprétation dans Sans Sarah, rien ne va ! et sur la recommandation de Natalie Portman, qui la connaissait,. Pour ce film, elle entame un programme d'entraînement comprenant des exercices cardiovasculaires, un régime de 1 200 calories par jour (elle perd 20 livres — soit plus de neuf kilos — qu'elle a retrouvés après la fin du tournage) et des cours de ballet, quatre heures par jour, sept jours par semaine,,. À cause des exigences de production, elle subit des blessures, y compris un ligament déchiré et une luxation de l'épaule.
Unanimement saluée par la critique et nommé pour cinq Oscars, dont celui du meilleur film, Black Swan a rapporté plus de 100 millions de dollars de recettes au box-office américain et 329 millions de dollars de recettes au box-office mondial.
Sa prestation dans Black Swan a reçu des commentaires positifs,,,, comme celui de The Hollywood Reporter qui note que Kunis « fait une alternative parfaite à Portman, tout aussi agile et sombre» et qui lui vaut également d'obtenir le prix Marcello-Mastroianni à la 67e Mostra de Venise, ainsi que plusieurs nominations pour le Golden Globe de la meilleure actrice dans un second rôle et au Screen Actors Guild Award de la meilleure actrice dans un second rôle. Elle a également reçu le prix de la meilleure actrice dans un second rôle lors de la 37e cérémonie des Saturn Awards.

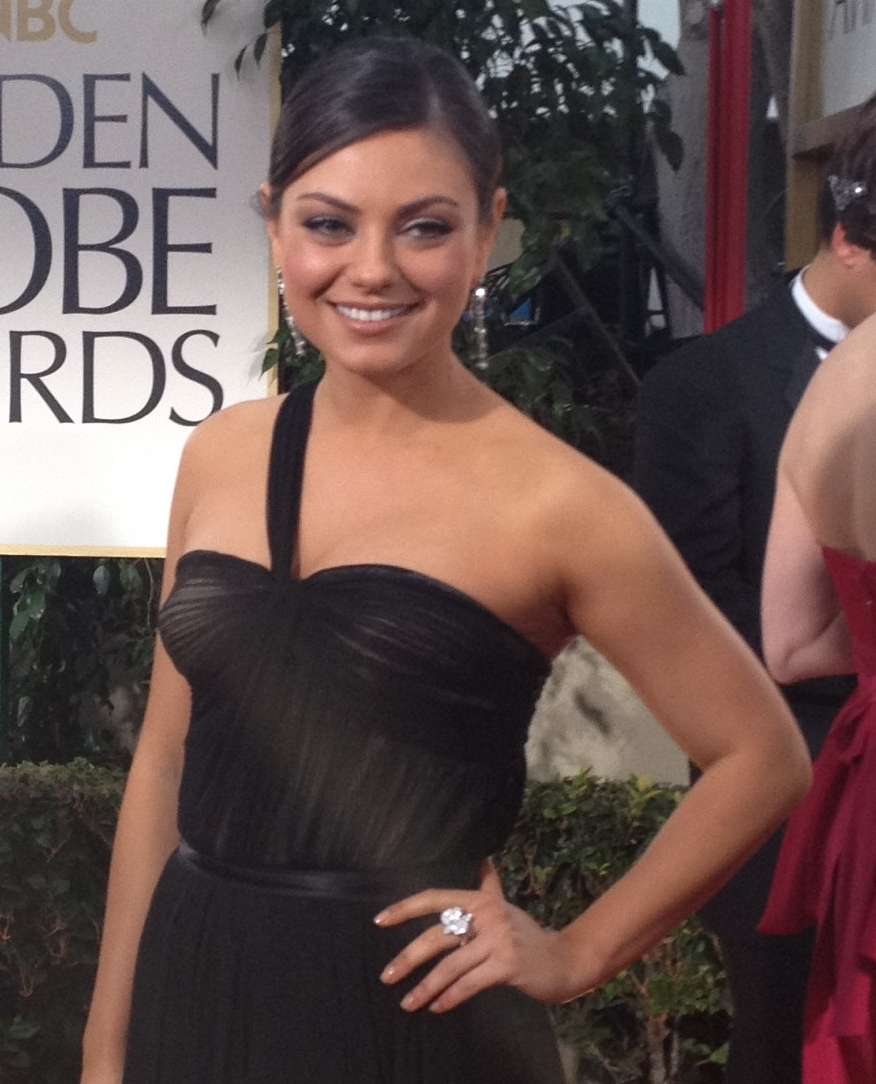
Mila Kunis lors des Golden Globes 2012.

En 2011, Mila Kunis revient à un registre léger en tenant la vedette aux côtés de Justin Timberlake dans la comédie romantique Sexe entre amis. Le réalisateur du film, Will Gluck, a déclaré qu'il a écrit l'histoire avec les deux acteurs en tête. Le long-métrage rencontre un succès commercial avec 149 millions de dollars de recettes au box-office mondial et a été accueilli favorablement par les critiques, qui pour la plupart saluent l'alchimie du duo à l'écran. L'actrice recueille notamment un commentaire positif de la part de Manohla Dargis du New York Times : « [Elle] est en train de prouver qu'elle est un cadeau qui continue à donner dans le courant de la comédie romantique » et « son énergie est si vivifiante et expansive et sa présence si vivante qu'elle remplit l'écran ».
En 2012, elle poursuit dans cette veine romantique et décalée en incarnant la petite amie du personnage de Mark Wahlberg, de la comédie Ted, écrite et réalisée par Seth MacFarlane. Lors de la conception du projet, il considérait Mila Kunis encore trop jeune pour le rôle. Cependant, le film est resté en développement pendant plusieurs années et, quand il a été enfin prêt à commencer la production, le réalisateur a fini par l'engager. Bien accueilli par la critique, le film rencontre un véritable succès commercial avec plus de 500 millions de dollars de recettes au box-office mondial.
Ces succès commerciaux lui permettent de passer à des productions hollywoodiennes attendues dès l'année 2013 : elle fait déjà partie du trio de stars féminines réuni par Sam Raimi pour le blockbuster fantastique Le Monde fantastique d'Oz ; est choisie par Guillaume Canet pour évoluer dans son premier essai américain, le drame Blood Ties, et fait partie de la distribution de luxe réunie par Paul Haggis pour le drame choral Puzzle.
Elle prend plus de risques en 2014 : d'abord en évoluant dans le drame Deuxième chance à Brooklyn, de Phil Alden Robinson ; puis en participant à la comédie d'animation pour adultes Hell and Back de Tom Gianas et Ross Shuman. Enfin, elle porte l'ambitieux premier rôle féminin du blockbuster Jupiter : Le Destin de l'univers, aux côtés de Channing Tatum. Ce nouvel essai du côté des superproductions est couronné par un nouvel échec. Sorti en 2015 ce long métrage de Lana et Andy Wachowski est très mal reçu par la critique et échoue au box-office.

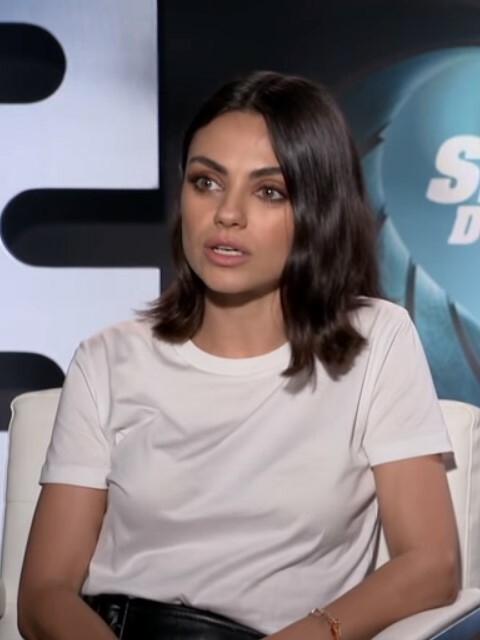
Mila Kunis en 2018.

#### Retour aux comédies (depuis 2016)
En 2016, elle fait donc un retour précautionneux à la comédie, avec Bad Moms, où elle est entourée de Kristen Bell et Christina Applegate. Le film est un franc succès au box office ce qui génère une suite qui sort, un an après, en fin d'année 2017. La même année, l'actrice américaine dénonce le sexisme auquel elle est exposée à Hollywood dans une lettre ouverte, où elle révèle notamment avoir été menacée par un producteur pour avoir refusé de poser à moitié dévêtue lors de la promotion de l'un de ses films.
Elle confirme en tête d'affiche de comédies grand public : en 2017 avec la suite Bad Moms 2, toujours sous la direction de Jon Lucas et Scott Moore (en) ; et en 2018, elle mène la comédie d'action L'Espion qui m'a larguée, de Susanna Fogel[réf. nécessaire].

### Vie privée

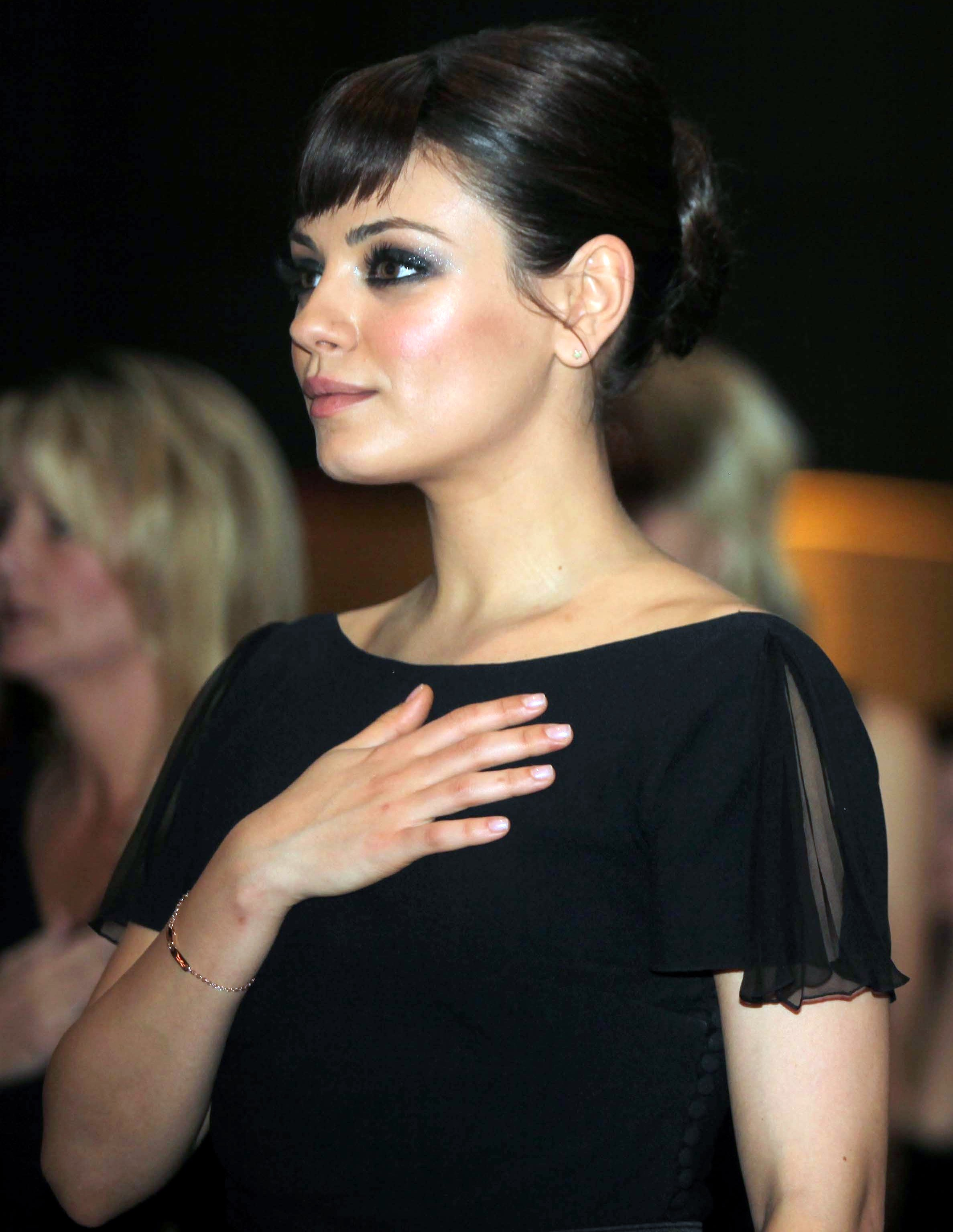
Mila Kunis à un évènement caritatif en novembre 2011.

Mila Kunis a fréquenté Macaulay Culkin pendant 8 ans de 2002 à 2010. Elle a déclaré avoir trouvé difficile d'être en couple avec un enfant star ne pouvant notamment pas faire un pas dans la rue sans se voir arrêté par des fans qui hurlaient et demandaient des autographes,. Des rumeurs de mariage circulent avant que Mila Kunis ne les démente. Mila Kunis confirme la rupture en janvier 2011 par le biais d'un proche,.

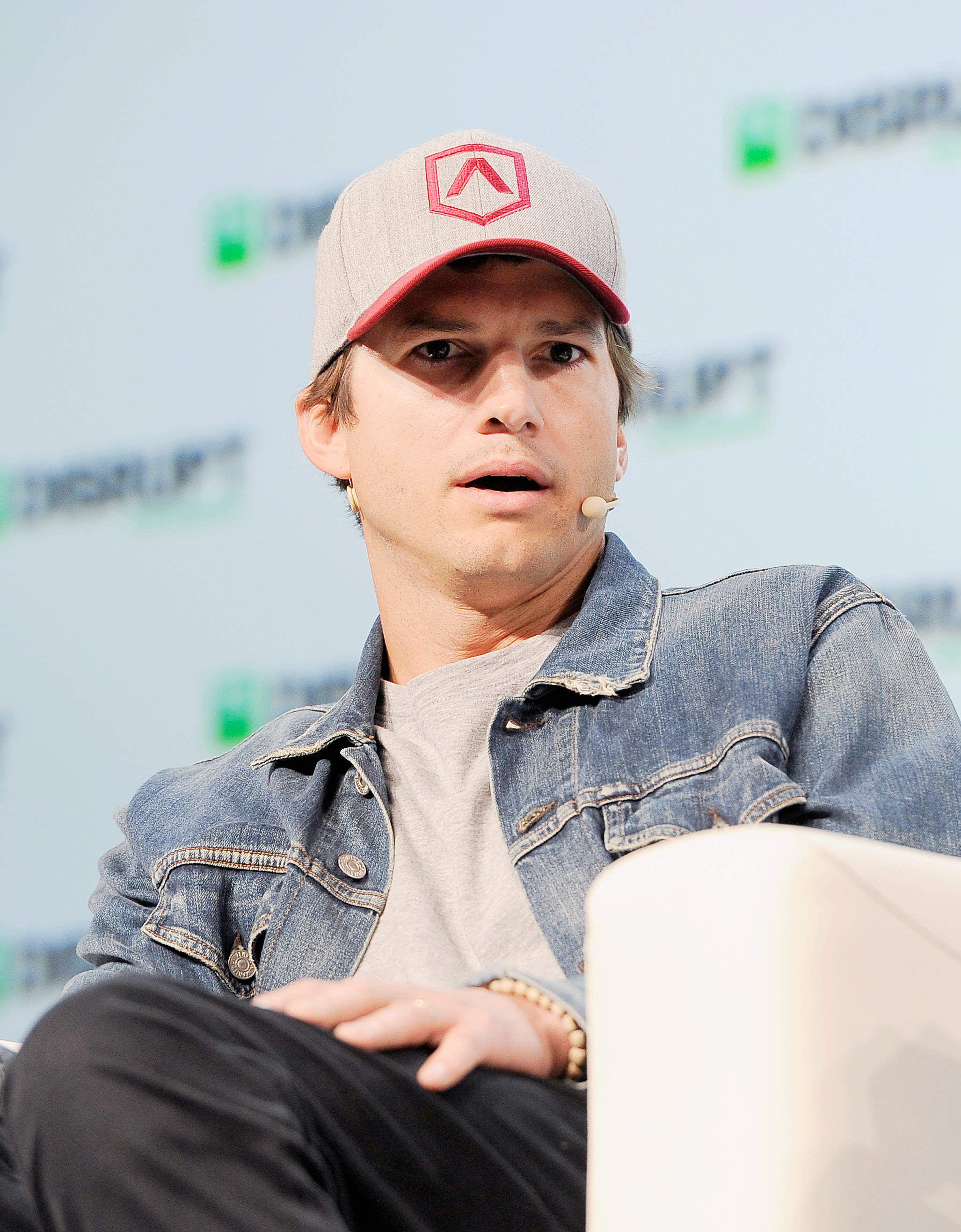
Ashton Kutcher en 2018.

Mi-2011, Mila Kunis et Ashton Kutcher commencent à se fréquenter,. Ils se fiancent en janvier 2014. En mars 2015, elle confirme dans l'émission The Late Show With James Corden qu'elle et Ashton Kutcher se sont mariés après trois ans de vie commune et plus d'un an de fiançailles. Le 1er octobre 2014, Mila Kunis donne naissance à leur premier enfant, une fille prénommée Wyatt Isabelle Kutcher. Le 15 juin 2016, il est annoncé qu'ils attendent leur second enfant. Le 7 octobre 2016, Ashton révèle qu'ils attendent un garçon à qui Mila donnera naissance le 30 novembre 2016 et qu'ils prénommeront Dimitri Portwood Kutcher.
Alors que son mari a grandi en tant que catholique romain, il s'intéresse et pratique la Kabbale puis étudie la Torah. Il se rend en Israël où il visite des centres kabbalistiques à Tel-Aviv et à Safed,. Mila Kunis, d'origine juive ukrainienne, a déclaré qu'Ashton Kutcher « [lui a] appris tout ce [qu'elle n'a] jamais su » sur sa propre religion, le judaïsme - bien qu'encore en 2018, il ne se soit pas officiellement converti,,.

### Autres
Mila Kunis a une hétérochromie.
Elle soutient le Parti démocrate et Barack Obama. Dans une interview en 2012, elle critique le Parti républicain.
En 2012, les magazines Esquire et GQ la nomment « Femme la plus sexy de tous les temps »,. En 2013, d'autres magazines comme FHM, Men's Health et AskMen lui décernent le prix de la « Femme la plus désirée ». 
La même année, elle signe un contrat avec Dior.

## Filmographie
Note : La filmographie de Mila Kunis est issue, sauf mention contraire, du site IMDb.

### Cinéma

#### Longs métrages
- 1996 : Monsieur Papa... (Santa with Muscles) de John Murlowski : Sarah
- 1997 : Chérie, nous avons été rétrécis[n 4] (Honey, We Shrunk Ourselves) de Dean Cundey : Jill, une invitée à la fête
- 1998 : Drôles de Papous (Krippendorf's Tribe) de Todd Holland : Abbey Tournquist
- 1998 : Anatomie d'un top model (Gia) de Michael Cristofer : Gia à 11 ans
- 1998 : Milo de Pascal Franchot : Martice (non créditée[129])
- 2001 : Allison Forever (Get Over It) de Tommy O'Haver : Basin
- 2002 : American Psycho 2[n 4] (American Psycho II: All American Girl) de Morgan J.Freeman : Rachael
- 2004 : Tony 'n' Tina's Wedding de Roger Paradiso : Tina
- 2005 : L'Incroyable Histoire de Stewie Griffin[n 4] (Stewie Griffin: The Untold Story) de Pete Michels : Meg Griffin et voix additionnelles (voix[130])
- 2007 : Moving McAllister (en) d'Andrew Black : Michelle McAllister
- 2007 : After Sex d'Eric Amadio : Nikki
- 2008 : Sans Sarah, rien ne va ! (Forgetting Sarah Marshall) de Nicholas Stoller : Rachel Jensen
- 2008 : Suffer Island (Boot Camp) de Christian Duguay : Sophie
- 2008 : Max Payne de John Moore : Mona Sax
- 2009 : Tom Cool de Ron Carlson : rôle non connu[131]
- 2009 : Extract de Mike Judge : Cindy
- 2010 : Le Livre d'Eli (The Book of Eli) d'Albert et Allen Hughes : Solara
- 2010 : Crazy Night (Date Night) de Shawn Levy : Whippit
- 2010 : Family Guy Presents: It's a Trap[n 4] de Peter Shin : Meg Griffin (voix)[132]
- 2010 : Black Swan de Darren Aronofsky : Lily / le cygne noir
- 2011 : Sexe entre amis (Friends with Benefits) de Will Gluck : Jamie Rellis
- 2012 : Ted de Seth MacFarlane : Lori Collins
- 2012 : Tar d'une réalisation collective[n 5] : Catherine
- 2013 : Le Monde fantastique d'Oz (Oz the Great and Powerful) de Sam Raimi : Theodora
- 2013 : Blood Ties de Guillaume Canet : Natalie
- 2013 : Puzzle de Paul Haggis : Julia[133]
- 2014 : Deuxième Chance à Brooklyn (The Angriest Man in Brooklyn) de Phil Alden Robinson : Sharon Gill
- 2014 : Annie de Will Gluck : Andrea Alvin
- 2015 : Hell and Back de Tom Gianas et Ross Shuman : Deema (voix)
- 2015 : Jupiter : Le Destin de l'univers (Jupiter Ascending) de Lana et Andy Wachowski : Jupiter Jones
- 2016 : Bad Moms de Jon Lucas et Scott Moore (en) : Amy Mitchell
- 2017 : Bad Moms 2 (A Bad Moms Christmas) de Jon Lucas et Scott Moore (en) : Amy Mitchell
- 2018 : L'Espion qui m'a larguée (The Spy Who Dumped Me) de Susanna Fogel : Audrey
- 2019 : Le Parc des merveilles (Wonder Park) de Dylan Brown : Greta (voix)
- 2020 : Four Good Days de Rodrigo García : Molly
- 2021 : Breaking News in Yuba County de Tate Taylor : Nancy
- 2022 : American Girl (Luckiest Girl Alive) de Mike Barker : Tiffani « Ani » Fanelli
- 2024 : Goodrich de Hallie Meyers-Shyer : Grace
- 2025 : Wake Up Dead Man: A Knives Out Mystery de Rian Johnson : Geraldine Scott[134]

#### Courts métrages
- 1995 : Make a Wish, Molly de Bruce Schwartz : Melinda
- 2004 : The Latin Lover d'Aaron Behl : la fille dans la rue
- 2007 : The Hills with James Franco and Mila Kunis de Judd Apatow : Audrina

### Télévision

#### Téléfilms
- 1995 : Piranha (en) de Scott P. Levy : Susie Grogan
- 1998 : Femme de rêve (Gia) de Michael Cristofer : Gia, à 11 ans

#### Séries télévisées
- 1994 : Des jours et des vies : Hope jeune (épisode 7313)
- 1994-1995 : Alerte à Malibu (Baywatch) : Annie (saison 5, épisode 3) / Bonnie (saison 6, épisode 3)
- 1995 : The John Laroquette Show : Lucy (saison 2, épisode 14)
- 1995 : Hudson Street : Devon (épisode 3)
- 1996 : Unhappily Ever After : Chloe (saison 2, épisode 15)
- 1996-1997 : Nick Freno: Licensed Teacher : Anna-Maria Del Bono (5 épisodes)
- 1996-1997 : Sept à la maison (7th Heaven) : Ashley (4 épisodes)
- 1997 : Walker, Texas Ranger : Pepper (saison 5, épisode 15)
- 1998 : Pensacola (Pensacola: Wings of Gold) : Jessie Kerwood (saison 1, épisode 12)
- 1998-2006 : That '70s Show : Jackie Burkhart (200 épisodes)
- 2000 : La Famille Green (Get Real) : Taylor Vaughn (épisodes 21 et 22)
- depuis 2000 : Les Griffin (Family Guy) : Meg Griffin (voix)
- 2002 / 2007 : MADtv : Daisy (saison 8, épisode 7 et saison 13, épisode 5)
- 2004 : Parents à tout prix (Grounded for Life) : Lana (saison 4, épisode 28 et saison 5, épisode 1)
- 2005-2011 : Robot Chicken : personnages variés (voix) (14 épisodes)
- 2009 : The Cleveland Show : Meg Griffin (voix) (épisode pilote)
- 2010 : The Late Late Show with Craig Ferguson : Snooki (saison 6, épisode 85)
- 2014 : Mon oncle Charlie (Two and a Half Men) : Vivian (saison 11, épisode 19)
- 2020 : Larry et son nombril (Curb Your Enthusiasm) : Mila Kunis (saison 10, épisode 10)
- 2022 : The Boys : Mila Kunis (non créditée - saison 3, épisode 6)
- 2023 : That '90s Show : Jackie Burkhart (invitée)

### Jeux vidéo
- 2006 : Saints Row : Tanya Winters (voix originale)
- 2006 : Family Guy Vidéo Games : Meg Griffin (voix originale)
- 2012 : Family Guy: Back to the Multiverse : Meg Griffin (voix originale)
- 2014 : Family Guy : À la recherche des trucs : Meg Griffin (voix originale)

### Clips
- 1999 : In the Street de Cheap Trick
- 2000 : The Itch de Vitamin C
- 2001 : Rock and Roll All Nite de Kiss
- 2001 : Jaded d'Aerosmith
- 2003 : The End Has No End de The Strokes
- 2008 : LA Girls de Mams Taylor et Joel Madden
- 2012 : Everybody Needs a Best Friend de Norah Jones

## Distinctions
| Liste des distinctions | Liste des distinctions                     | Liste des distinctions                                                                                 | Liste des distinctions    | Liste des distinctions | Liste des distinctions |
| Année                  | Événement                                  | Catégorie                                                                                              | Œuvre                     | Résultat               | Ref.                   |
| ---------------------- | ------------------------------------------ | --- | ------------------------- | ---------------------- | ---------------------- |
| 1999                   | Young Artist Awards                        | Meilleure performance d'une distribution d'ensemble dans une série télévisée (partagé avec le casting) | That '70s Show            | Nomination             | [ 135 ]                |
| 2000                   | Young Artist Awards                        | Meilleure jeune actrice dans une série comique                                                         | That '70s Show            | Nomination             | [ 135 ]                |
| 2001                   | Young Artist Awards                        | Meilleure jeune actrice dans une série comique                                                         | That '70s Show            | Nomination             | [ 135 ]                |
| 2000                   | Teen Choice Awards                         | Meilleure actrice à la télévision                                                                      | That '70s Show            | Nomination             | [ 135 ]                |
| 2002                   | Teen Choice Awards                         | Meilleure actrice à la télévision                                                                      | That '70s Show            | Nomination             | [ 135 ]                |
| 2004                   | Teen Choice Awards                         | Meilleure actrice à la télévision                                                                      | That '70s Show            | Nomination             | [ 135 ]                |
| 2005                   | Teen Choice Awards                         | Meilleure actrice à la télévision                                                                      | That '70s Show            | Nomination             | [ 135 ]                |
| 2006                   | Teen Choice Awards                         | Meilleure actrice à la télévision                                                                      | That '70s Show            | Nomination             | [ 136 ]                |
| 2006                   | Spike Video Game Awards                    | Meilleur second rôle féminin                                                                           | Family Guy Video Game!    | Nomination             | [ 135 ]                |
| 2006                   | Spike Video Game Awards                    | Meilleur casting (partagé avec le casting)                                                             | Family Guy Video Game!    | Lauréat                | [ 135 ]                |
| 2008                   | Teen Choice Awards                         | Meilleure révélation féminine                                                                          | Sans Sarah rien ne va     | Nomination             | [ 135 ]                |
| 2009                   | Teen Choice Awards                         | Meilleure actrice dans un film d'action ou aventure                                                    | Max Payne                 | Nomination             | [ 135 ]                |
| 2010                   | Teen Choice Awards                         | Meilleure actrice dans un film d'action ou aventure                                                    | Le Livre d'Eli            | Nomination             | [ 135 ]                |
| 2010                   | Scream Awards                              | Meilleure actrice dans un film de science-fiction                                                      | Le Livre d'Eli            | Nomination             | [ 135 ]                |
| 2010                   | Festival de Venise                         | Prix Marcello Mastroianni de la meilleure jeune actrice                                                | Black Swan                | Lauréat                | [ 88 ]                 |
| 2010                   | Golden Globes                              | Golden Globe de la meilleure actrice dans un second rôle                                               | Black Swan                | Nomination             | [ 137 ]                |
| 2010                   | Screen Actors Guild                        | Meilleure acrtrice dans un second rôle                                                                 | Black Swan                | Nomination             | [ 138 ]                |
| 2010                   | Screen Actors Guild                        | Meilleure distribution d'ensemble dans un film                                                         | Black Swan                | Nomination             | [ 138 ]                |
| 2010                   | Critics' Choice Movie Awards               | Meilleure second rôle féminin                                                                          | Black Swan                | Nomination             | [ 139 ]                |
| 2010                   | Dallas-Fort Worth Film Critics Association | Meilleure second rôle féminin                                                                          | Black Swan                | Nomination             | [ 140 ]                |
| 2010                   | Oklahoma Film Critics Circle               | Meilleure second rôle féminin                                                                          | Black Swan                | Lauréat                | [ 141 ]                |
| 2010                   | Online Film Critics Society                | Meilleure second rôle féminin                                                                          | Black Swan                | Nomination             | [ 142 ]                |
| 2011                   | Saturn Awards                              | Meilleure second rôle féminin                                                                          | Black Swan                | Lauréat                | [ 91 ]                 |
| 2011                   | MTV Movie Awards                           | Meilleure baiser (avec Natalie Portman)                                                                | Black Swan                | Nomination             | [ 143 ]                |
| 2011                   | Teen Choice Awards                         | Meilleur baiser (avec Natalie Portman)                                                                 | Black Swan                | Nomination             | [ 144 ]                |
| 2011                   | Teen Choice Awards                         | Meilleure voleuse de scène                                                                             | Black Swan                | Nomination             | [ 144 ]                |
| 2011                   | Teen Choice Awards                         | Choice Female Hottie                                                                                   | NC                        | Nomination             | [ 144 ]                |
| 2011                   | Teen Choice Awards                         | Star féminine du film de l'été                                                                         | Sexe entre amis           | Nomination             | [ 145 ]                |
| 2011                   | Scream Awards                              | Meilleure actrice dans un second rôle                                                                  | Black Swan                | Lauréat                | [ 146 ]                |
| 2012                   | People's Choice Awards                     | Meilleure actrice dans un film de comédie                                                              | Sexe entre amis           | Nomination             | [ 147 ]                |
| 2012                   | Rembrandt Awards                           | Meilleure actrice internationale                                                                       | Sexe entre amis           | Nomination             | [ 148 ]                |
| 2013                   | People's Choice Awards                     | Meilleure actrice de film                                                                              | NC                        | Nomination             | [ 149 ]                |
| 2013                   | People's Choice Awards                     | Meilleure actrice dans un film de comédie                                                              | NC                        | Nomination             | [ 149 ]                |
| 2013                   | Critics' Choice Movie Awards               | Meilleure actrice dans une comédie                                                                     | Ted                       | Nomination             | [ 150 ]                |
| 2013                   | MTV Movie Awards                           | Meilleur baiser (avec Mark Wahlberg)                                                                   | Ted                       | Nomination             | [ 151 ]                |
| 2013                   | MTV Movie Awards                           | Meilleure performance féminine                                                                         | Ted                       | Nomination             | [ 151 ]                |
| 2013                   | Teen Choice Awards                         | Meilleure actrice dans un film de science-fiction ou fantastique                                       | Oz the Great and Powerful | Nomination             | [ 152 ]                |
| 2013                   | Teen Choice Awards                         | Choice Female Hottie                                                                                   | NC                        | Nomination             | [ 153 ]                |
| 2014                   | MTV Movie Awards                           | Meilleure méchante                                                                                     | Oz the Great and Powerful | Lauréat                | [ 154 ]                |
| 2015                   | Teen Choice Awards                         | Meilleure actrice dans un film de science-fiction ou fantastique                                       | Jupiter Ascending         | Nomination             | [ 155 ]                |

## Voix françaises
En France, Marjorie Frantz est la voix régulière de Mila Kunis,.
Au Québec, Camille Cyr-Desmarais est la voix québécoise régulière de l'actrice.